# Departament de Terres i Recursos Naturals de Hawaii
El Departament de Terres i Recursos Naturals de Hawaii (DLNR) és una part del govern estatal de Hawaii dedicat a gestionar, administrar i extreure el control sobre terres públiques, recursos hídrics i rierols, aigües oceàniques, zones costaneres, minerals i altres recursos naturals de l'estat de Hawaii. La missió del Departament de Terres i Recursos Naturals de Hawaii és "millorar, protegir, conservar i gestionar els recursos naturals, culturals i històrics únics i limitats de Hawaii que tenen confiança pública per a les generacions actuals i futures de la gent de Hawai i els seus visitants, en col·laboració amb d'altres del sector públic i privat." L'organització supervisa més d'1,3 milions d'acres de terra, platges i aigües costaneres i 750 milles de terres costaneres.
El DLNR està establert als Estatuts Revisats de Hawaii §26-15 i estableix la Junta de Recursos Naturals de la Terra com a entitat governant. El departament ha de seguir el Títol 13 de les Normes Administratives de Hawai, que detalla els procediments realitzats pel DLNR.

## Organització

### Junta de Recursos Terrestres i Naturals
La DLNR està encapçalada per un consell executiu, la Junta de Recursos Terrestres i Naturals (BLNR). Està format per set membres, un de cada districte terrestre i tres en general, i el president, que és el cap executiu del departament. Els membres són nominats amb el consentiment del senat i són designats pel governador per a un mandat de quatre anys. No es poden formar més de tres membres del mateix partit polític i qualsevol membre que tingui interès en qualsevol qüestió abans que la junta hagi de recusar-se de votar o discutir l'assumpte amb la resta del consell. Un membre ha de tenir un historial de conservació mentre que un altre membre ha d'haver demostrat coneixements de les tradicions i pràctiques natives de Hawaii. El president és un càrrec a temps complet designat pel governador de Hawaii. La Junta es convoca dues vegades al mes el segon i quart divendres del mes. En aquestes reunions es presenta testimoni del públic sobre programes, plans de desenvolupament, etc.

### Comissió de Gestió dels Recursos Hídrics
La Comissió de Gestió dels Recursos Hídrics (CWRM) administra el Codi de l'Estat de l'Aigua de 1987, capítol 174C, dels Estatuts revisats de Hawaii. "Té jurisdicció sobre els recursos d'aigua superficial i subterrànies basats en la terra, però no sobre les aigües costaneres i, generalment, és responsable de resoldre els problemes de quantitat d'aigua, mentre que els problemes de qualitat de l'aigua estan sota la visió del Departament de Salut de Hawaii. Dels set membres de la comissió, dos són membres en funcions i cinc, que han de tenir una "experiència substancial en la gestió dels recursos hídrics", són designats pel governador. Un termini té una durada de quatre anys. El president de la Comissió és el president del BLNR. El president nomena el subdirector de la CWRM.
El personal del CWRM es divideix en quatre grans branques: un sondatge, una planificació, una regulació d'aigües subterrànies i una branca de protecció i gestió de corrents. L'oficina d'enquesta recopila dades hidrològiques. L'oficina de planificació s'encarrega de l'anàlisi de dades i de la preparació del pla d'aigua de Hawaii. La branca reguladora de les aigües subterrànies consta de 4 seccions: Aplicació, Assignació de les Aigües Subterrànies, Infraestructures d'Aigües Subterrànies i Protecció de les Aigües Subterrànies. Estableixen estàndards mínims per a la construcció de pous, aigua de processament i permisos de pous i investiguen. La sucursal de protecció i gestió de corrents estableix estàndards mínims i permet processar permisos per a l'aigua superficial o l'ús brusc.

### Comitès
El DLNR compta amb set comitès i consells, entre els quals el Comitè Assessor d'Aha Moku, el Comitè de Recuperació d'Espècies Amenaçades, el Comitè de revisió dels llocs històrics de Hawaii, els consells d'enterraments insulars, la Comissió de la reserva de l'illa Kahoʻolawe, la Comissió de conservació de terres heretades, la Comissió de Reserves de l'Espai Natural.

### Divisions
El 2017, el DLNR tenia 10 divisions:
- Recursos aquàtics: gestiona els recursos d'aigua dolça i marina de l'Estat a través de programes de pesca comercial i aqüicultura; protecció, millora i educació de recursos aquàtics; i la pesca recreativa. Aquesta divisió és l'encarregada d'establir els districtes de conservació de la vida marina.[6] També expedeix llicències de pesca.
- Nàutica i esbarjo oceànic - Responsable de la gestió i administració de programes de recreació oceànica i zones costaneres a tot l'estat de les aigües oceàniques i corrents navegables de l'Estat (exclusiu dels ports comercials) que inclouen 21 petits ports per a embarcacions, 54 rampes de llançament, 13 amarradors fora de zones de mar, 10 zones d'aigua oceànica designades, 108 àrees designades per a la gestió de la recreació oceànica, ajudes associades a la navegació a tot l'Estat i platges gravades amb servituds a favor del públic. També registra vaixells petits.
- Bureau of Conveyances: manté un sistema de registre exacte, oportú i permanent del títol de béns immobles i altres registres de terres. La Mesa examina, registra, índexs i microfilms més de 344.000 documents i sistemes i sistemes de règim regular i de la Cort terrestre de Hawaii ; registra certificats de títol expedits pel Land Court of Hawaiʻi; certifica còpies de matèries de registre; i investiga les sol·licituds de la UCC. Hawaii és l'únic estat del país amb una oficina de registre de títols terrestres única a tot l'estat.
- Conservació i terres costaneres: supervisió aproximada de 8.100 km² de terrenys públics i privats que es troben dins del districte estatal de conservació de l'ús del sòl. A més, als terrenys del districte de conservació de zona privada i pública, OCCL és responsable de supervisar les terres marines de platja i marines fins a l'extensió marítima de la jurisdicció de l'Estat i actuar com a autoritat de zonificació de les activitats proposades en terrenys públics i privats. Aquesta divisió també desenvolupa polítiques de gestió de terres.
- Conservació i l'aplicació dels recursos: fa complir totes les lleis i normes estatals que impliquen terres estatals, parcs estatals, llocs històrics, reserves forestals, zones aquàtiques i de vida salvatge, zones costaneres, districtes de conservació, costes de l'estat, així com ordenances comarcals que impliquen parcs comarcals. La divisió també fa complir les lleis relatives a armes de foc, municions i armes perilloses.
- Enginyeria: administra els programes de l'Estat en desenvolupament de recursos hídrics, gestió de recursos geotèrmics, control i prevenció d'inundacions, seguretat de preses i conservació de sòl i aigua.
- Forests i Vida silvestre - Gestió de boscos de propietat estatal, zones naturals, zones de caça públiques i santuaris vegetals i de fauna. Les zones del programa cobreixen la protecció de les conques hidrogràfiques; protecció dels recursos autòctons, incloent ecosistemes únics i espècies de plantes i fauna en perill d'extinció; esbarjo a l'aire lliure; i forestal comercial. Expedeix permisos de caça.
- Preservació històrica: conserva i manté els recordatoris d'èpoques anteriors que vinculen el passat amb el present. SHPD manté tres branques, Història i Cultura, Arqueologia i Arquitectura.
- Terreny: gestiona els terrenys estatals i altres terrenys que no siguin destinats per al seu ús per altres agències governamentals. La major part d'aquests terrenys es troben en el Public Land Trust, que a la Llei d'admissions estableix que la terra s'utilitzarà per al suport de les escoles públiques i d'altres institucions educatives públiques, per millorar les condicions dels hawaians nadius, per al desenvolupament de propietat de finques i cases, per a la millora pública i per a la provisió de terrenys d'ús públic. La divisió també serveix com a oficina de registre i manté un dipòsit central de tots els documents governamentals que es remuntaven al Gran Màhele de 1848.
- Parcs estatals: gestiona i administra 52 parcs estatals, amb unes 100 km² a les 5 principals illes. Aquesta divisió és responsable de planificar, construir, operar i mantenir instal·lacions de parcs estatals. També desenvolupen campanyes per augmentar la sensibilització dels visitants i emeten permisos per acampar.

### Oficines
El DLNR té quatre oficines:
- Oficina del president
- Oficina de Serveis Administratius: proporciona serveis de suport administratiu, gestió interna i serveis fiscals integrals al president i als membres del Consell, així com a les nou divisions operatives i tres oficines de personal del Departament.
- Oficina de personal: manté un programa de personal per al Departament.
- Oficina d'informació pública: difon informació sobre els programes, les realitzacions, els objectius i els mandats del departament de DLNR per protegir el patrimoni natural i cultural especial de Hawai`i.